# Стобреч
Стобреч је насељено место у саставу града Сплита, Сплитско-далматинска жупанија, Република Хрватска.

## Географски положај
Налази се на полуострву источно од Сплита, данас представља његово предграђе. Налази се на месту античког насеља Епетиона, недалеко од ушћа реке Жрновнице у море.

## Историја
До територијалне реорганизације у Хрватској налазио се у саставу старе општине Сплит.

## Становништво
На попису становништва 2011. године, насељено место Стобреч је имало 2.978 становника.
| Број становника по пописима | Број становника по пописима | Број становника по пописима | Број становника по пописима | Број становника по пописима | Број становника по пописима | Број становника по пописима | Број становника по пописима | Број становника по пописима | Број становника по пописима | Број становника по пописима | Број становника по пописима | Број становника по пописима | Број становника по пописима | Број становника по пописима | Број становника по пописима |
| --------------------------- | --------------------------- | --------------------------- | --------------------------- | --------------------------- | --------------------------- | --------------------------- | --------------------------- | --------------------------- | --------------------------- | --------------------------- | --------------------------- | --------------------------- | --------------------------- | --------------------------- | --------------------------- |
| 1857.                       | 1869.                       | 1880.                       | 1890.                       | 1900.                       | 1910.                       | 1921.                       | 1931.                       | 1948.                       | 1953.                       | 1961.                       | 1971.                       | 1981.                       | 1991.                       | 2001.                       | 2011.                       |
| 197                         | 220                         | 227                         | 277                         | 350                         | 371                         | 362                         | 465                         | 461                         | 509                         | 685                         | 900                         | 2.158                       | 4.708                       | 5.837                       | 2.978                       |

Напомена: Исказује се као самостално насеље од 1981. настало издвајањем дела насеља Сплит. До 1948. исказивано као самостално насеље, а од 1953. до 1971. као део насеља Сплит. У 1991. повећано за део подручја насеља Сплит у ком су и садржани подаци издвојеног дела до 1981.

### Попис 1991.
На попису становништва 1991. године, насељено место Стобреч је имало 4.708 становника, следећег националног састава:
| Попис 1991.‍   | Попис 1991.‍  | Попис 1991.‍ | Попис 1991.‍ | Попис 1991.‍ |
| ------------- | ------------ | ----------- | ----------- | ----------- |
|               |              |             |             |             |
| Хрвати        | Хрвати       |             | 4.494       | 95,45%      |
| Срби          | Срби         |             | 68          | 1,44%       |
| Југословени   | Југословени  |             | 25          | 0,53%       |
| Муслимани     | Муслимани    |             | 17          | 0,36%       |
| Словенци      | Словенци     |             | 11          | 0,23%       |
| Чеси          | Чеси         |             | 4           | 0,08%       |
| Албанци       | Албанци      |             | 3           | 0,06%       |
| Македонци     | Македонци    |             | 3           | 0,06%       |
| Турци         | Турци        |             | 2           | 0,04%       |
| Украјинци     | Украјинци    |             | 1           | 0,02%       |
| Црногорци     | Црногорци    |             | 1           | 0,02%       |
| остали        | остали       |             | 4           | 0,08%       |
| неопредељени  | неопредељени |             | 13          | 0,27%       |
| регион. опр.  | регион. опр. |             | 5           | 0,10%       |
| непознато     | непознато    |             | 57          | 1,21%       |
| укупно: 4.708 |              |             |             |             |